# Stéphane Fiset
Stéphane Fiset (né le 17 juin 1970 à Montréal, Québec au Canada) est un joueur professionnel canadien de hockey sur glace qui évoluait au poste de gardien de but.

## Biographie
Au terme de sa première saison avec les Tigres de Victoriaville de la Ligue de hockey junior majeur du Québec, Fiset est repêché par les Nordiques de Québec au 24e rang lors du deuxième tour du repêchage d'entrée dans la LNH 1988. Lors des deux saisons suivantes, il parvient à mener les Tigres en finale de la Coupe du président mais sans pour autant remporter ce trophée, l'équipe ayant été battue par le Titan de Laval à chacune des deux finales. En 1988-1989, il est nommé dans la première équipe d'étoiles de la LHJMQ en plus d'être nommé gardien de but de l'année dans la Ligue canadienne de hockey.
Il fait ses débuts dans la LNH lors de la saison 1989-1990 en jouant six matchs avec les Nordiques, mais sans toutefois gagner de match. En 1995-1996, alors que les Nordiques déménagent à Denver pour devenir l'Avalanche du Colorado, Fiset gagne la Coupe Stanley avec l'équipe en tant que second gardien derrière Patrick Roy.
Après avoir remporté la Coupe, il est transféré aux Kings de Los Angeles. Il reste avec l'équipe jusqu'à la saison 2000-20001, alors limitée en raison d'une blessure à un genou subie lors d'un match de pré-saison contre les Mighty Ducks d'Anaheim.
Il perd sa place avec les Kings puisqu'il finit par jouer la saison suivante avec les Monarchs de Manchester, club-école des Kings affilié à la Ligue américaine de hockey. En mars 2002, il est transféré aux Canadiens de Montréal, l'équipe de sa ville natale. Il joue deux matchs avec le Tricolore, Fiset étant venu avec l'équipe afin de combler la blessure de Jeff Hackett. Il annonce sa retraite le 9 septembre 2002.
Fiset a représenté le Canada au niveau international. Il a joué deux fois le championnat du monde junior (1989 et 1990) et a mené l'équipe à une médaille d'or lors de l'édition 1990, en plus de jouer le championnat du monde 1994 pour une nouvelle médaille d'or.

## Statistiques

### En club
| Saison     | Équipe                  | Ligue      |     | Saison régulière | Saison régulière | Saison régulière | Saison régulière | Saison régulière | Saison régulière | Saison régulière | Saison régulière | Saison régulière | Saison régulière |   | Séries éliminatoires | Séries éliminatoires | Séries éliminatoires | Séries éliminatoires | Séries éliminatoires | Séries éliminatoires | Séries éliminatoires | Séries éliminatoires | Séries éliminatoires |
| Saison     | Équipe                  | Ligue      | PJ  | V                | D                | Pr/N             | Min              | BC               | Moy              | % Arr            | Bl               | Pun              | PJ               | V | D                    | Min                  | BC                   | Moy                  | % Arr                | Bl                   | Pun                  |                      |                      |
| 1986-1987  | Bourassa de Montréal    | QAAA       | 30  | 8                | 21               | 1                | 1 689            | 155              | 5,51             |                  | 0                |                  | -                | - | -                    | -                    | -                    | -                    | -                    | -                    | -                    |                      |                      |
| 1987-1988  | Tigres de Victoriaville | LHJMQ      | 40  | 15               | 17               | 4                | 2 221            | 146              | 3,94             |                  | 1                | 6                | 2                | 0 | 2                    | 163                  | 10                   | 3,68                 |                      | 0                    | 2                    |                      |                      |
| 1988-1989  | Tigres de Victoriaville | LHJMQ      | 43  | 25               | 14               | 0                | 2 401            | 138              | 3,45             |                  | 1                | 18               | 12               | 9 | 2                    | 711                  | 33                   | 2,78                 |                      | 0                    | 10                   |                      |                      |
| 1989-1990  | Nordiques de Québec     | LNH        | 6   | 0                | 5                | 1                | 342              | 34               | 5,97             | 82,8             | 0                | 0                | -                | - | -                    | -                    | -                    | -                    | -                    | -                    | -                    |                      |                      |
| 1989-1990  | Tigres de Victoriaville | LHJMQ      | 24  | 14               | 6                | 3                | 1 383            | 63               | 2,73             |                  | 1                | 6                | 14               | 7 | 6                    | 790                  | 49                   | 3,72                 |                      | 0                    | 10                   |                      |                      |
| 1990-1991  | Nordiques de Québec     | LNH        | 3   | 0                | 2                | 1                | 186              | 12               | 3,86             | 90,2             | 0                | 0                | -                | - | -                    | -                    | -                    | -                    | -                    | -                    | -                    |                      |                      |
| 1990-1991  | Citadels d'Halifax      | LAH        | 36  | 10               | 15               | 8                | 1 902            | 131              | 4,13             |                  | 0                | 2                | -                | - | -                    | -                    | -                    | -                    | -                    | -                    | -                    |                      |                      |
| 1991-1992  | Nordiques de Québec     | LNH        | 23  | 7                | 10               | 2                | 1 133            | 71               | 3,76             | 89               | 1                | 6                | -                | - | -                    | -                    | -                    | -                    | -                    | -                    | -                    |                      |                      |
| 1991-1992  | Citadels d'Halifax      | LAH        | 29  | 8                | 14               | 6                | 1 675            | 110              | 3,94             |                  | 3                | 16               | -                | - | -                    | -                    | -                    | -                    | -                    | -                    | -                    |                      |                      |
| 1992-1993  | Nordiques de Québec     | LNH        | 37  | 18               | 9                | 4                | 1 939            | 110              | 3,4              | 88,4             | 0                | 2                | 1                | 0 | 0                    | 21                   | 1                    | 2,81                 | 91,7                 | 0                    | 0                    |                      |                      |
| 1992-1993  | Citadels d'Halifax      | LAH        | 3   | 2                | 1                | 0                | 180              | 11               | 3,67             |                  | 0                | 0                | -                | - | -                    | -                    | -                    | -                    | -                    | -                    | -                    |                      |                      |
| 1993-1994  | Nordiques de Québec     | LNH        | 50  | 20               | 25               | 4                | 2 798            | 158              | 3,39             | 89               | 2                | 8                | -                | - | -                    | -                    | -                    | -                    | -                    | -                    | -                    |                      |                      |
| 1993-1994  | Aces de Cornwall        | LAH        | 1   | 0                | 1                | 0                | 60               | 4                | 4                |                  | 0                | 0                | -                | - | -                    | -                    | -                    | -                    | -                    | -                    | -                    |                      |                      |
| 1994-1995  | Nordiques de Québec     | LNH        | 32  | 17               | 10               | 3                | 1 879            | 87               | 2,78             | 91               | 2                | 2                | 4                | 1 | 2                    | 209                  | 16                   | 4,6                  | 86,1                 | 0                    | 0                    |                      |                      |
| 1995-1996  | Avalanche du Colorado   | LNH        | 37  | 22               | 6                | 7                | 2 107            | 103              | 2,93             | 89,8             | 1                | 2                | 1                | 0 | 0                    | 1                    | 0                    | 0                    | 0                    | 0                    | 0                    |                      |                      |
| 1996-1997  | Kings de Los Angeles    | LNH        | 44  | 13               | 24               | 5                | 2 482            | 132              | 3,19             | 90,6             | 4                | 2                | -                | - | -                    | -                    | -                    | -                    | -                    | -                    | -                    |                      |                      |
| 1997-1998  | Kings de Los Angeles    | LNH        | 60  | 26               | 25               | 8                | 3 497            | 158              | 2,71             | 90,9             | 2                | 8                | -                | - | -                    | -                    | -                    | -                    | -                    | -                    | -                    |                      |                      |
| 1998-1999  | Kings de Los Angeles    | LNH        | 42  | 18               | 21               | 1                | 2 403            | 104              | 2,6              | 91,5             | 3                | 2                | 2                | 0 | 2                    | 93                   | 7                    | 4,51                 | 88,5                 | 0                    | 0                    |                      |                      |
| 1999-2000  | Kings de Los Angeles    | LNH        | 47  | 20               | 15               | 7                | 2 592            | 119              | 2,75             | 90,1             | 1                | 4                | 4                | 0 | 3                    | 200                  | 10                   | 3                    | 89,8                 | 0                    | 0                    |                      |                      |
| 2000-2001  | Kings de Los Angeles    | LNH        | 7   | 3                | 0                | 1                | 318              | 19               | 3,58             | 85,3             | 0                | 2                | 1                | 0 | 0                    | 0                    | 0                    | 0                    | 0                    | 0                    | 0                    |                      |                      |
| 2000-2001  | Lock Monsters de Lowell | LAH        | 3   | 1                | 0                | 2                | 190              | 9                | 2,84             | 90,9             | 0                | 0                | -                | - | -                    | -                    | -                    | -                    | -                    | -                    | -                    |                      |                      |
| 2001-2002  | Canadiens de Montréal   | LNH        | 2   | 0                | 1                | 0                | 109              | 7                | 3,85             | 88,3             | 0                | 0                | 1                | 0 | 0                    | 38                   | 3                    | 4,72                 | 84,2                 | 0                    | 0                    |                      |                      |
| 2001-2002  | Monarchs de Manchester  | LAH        | 23  | 7                | 7                | 6                | 1 228            | 64               | 3,13             | 90,2             | 0                | 2                | -                | - | -                    | -                    | -                    | -                    | -                    | -                    | -                    |                      |                      |
| Totaux LNH | Totaux LNH              | Totaux LNH | 390 | 164              | 153              | 44               | 21 785           | 1114             | 3,07             | 89,9             | 16               | 38               | 14               | 1 | 7                    | 562                  | 37                   | 3,95                 | 87,9                 | 0                    | 0                    |                      |                      |

### En équipe nationale
| Année | Équipe        | Compétition                 |   | PJ | V | D | Min | BC | Moy  | % Arr | Bl | Pun           |  | Résultat |
| 1989  | Canada junior | Championnat du monde junior | 6 | 3  | 2 | 1 | 329 | 18 | 3,28 | 0     |    | 4e place      |  |          |
| 1990  | Canada junior | Championnat du monde junior | 7 | 5  | 1 | 1 | 420 | 18 | 2,57 | 1     |    | Médaille d'or |  |          |
| 1994  | Canada        | Championnat du monde        | 2 | 2  | 0 | 0 | 120 | 3  | 1,5  | 0     |    | Médaille d'or |  |          |

## Récompenses et honneurs personnels
- 1988-1989 : 
  - première équipe d'étoiles de la LHJMQ
  - gardien de but de l'année dans la LCH
- Championnat du monde junior 1990 : équipe d'étoiles
- 1995-1996 : champion de la Coupe Stanley avec l'Avalanche du Colorado

## Transactions
- 21 juin 1995 : droits transférés de Québec au Colorado, en même temps que la franchise.
- 20 juin 1996 : échangé par l'Avalanche aux Kings de Los Angeles avec le choix de première ronde de l'Avalanche au repêchage de 1998 (Mathieu Biron) contre Éric Lacroix et un choix de première ronde des Kings au repêchage de 1998 (Martin Škoula)
- 19 mars 2002 : échangé par les Kings aux Canadiens de Montréal contre de considérations futures.
- 9 septembre 2002 : annonce sa retraite.